# Tanonikoo
Tanonikoo is een bestuurslaag in het regentschap Nias Selatan van de provincie Noord-Sumatra, Indonesië. Tanonikoo telt 351 inwoners (volkstelling 2010).